# Hospital do Rim e Hipertensão
O Hospital do Rim (HRim), pertencente à fundação Oswaldo Ramos, está situado no bairro Vila Clementino, no distrito de Vila Mariana, em São Paulo. Inaugurado em 1998, a instituição é fruto do trabalho dos docentes de Nefrologia da Escola Paulista de Medicina - UNIFESP. Considerado como um dos melhores hospitais especializados do mundo pela Newsweek, é responsável pela liderança em transplantes renais no mundo. Vinculado à Escola Paulista de Medicina, tem participações constantes em pesquisas e estudos clínicos. Sua infraestrutura abriga 4 salas cirúrgicas equipadas para a execução de transplantes, cirurgias urológicas, digestivas, cardíacas e vasculares. Possui também laboratório de análises clínicas, unidade de imagem (raio-x; ultrassom; tomografia e ecocardiograma) e uma área de hemodinâmica.

## Reconhecimento e atuação
Em 1983 docentes do Departamento de Nefrologia da Escola Paulista de Medicina - Universidade Federal de São Paulo criaram o Instituto Paulista de Estudos e Pesquisas em Nefrologia e Hipertensão (IPEPENHI). Tempos depois, o instituto foi transformado em fundação, recebendo o nome de Fundação Oswaldo Ramos (em homenagem a Oswaldo Luiz Ramos).
Considerado como primeiro hospital especializado em rim e hipertensão do Brasil, o HRim possui uma grande atuação na área de assistência médica, ensino e pesquisa. Foi reconhecido, em 2009, como o melhor hospital do SUS no Estado de São Paulo. O serviço médico engloba: transplante renal, diálise, nefrites, nefroses, doenças de autoagressão, afecções urológicas e doenças cardiovasculares. Importante na educação dos estudantes da área de saúde, possui parceria com a Escola Paulista de Medicina - UNIFESP, atuando no campo da pesquisa e ensino. Recebeu, em março de 2016, a Salva de Prata da Câmara Municipal de São Paulo, um dos maiores reconhecimentos por parte do legislativo municipal da capital paulista. Atualmente é o hospital que mais faz transplantes renais no mundo.
Durante a pandemia de COVID-19, o Hospital do Rim teve diversas pesquisas relacionadas a esse vírus. Uma delas é na participação dos testes em pacientes transplantados e tratados com o soro anti-Covid produzido pelo Instituto Butantan. O soro não substitui a vacina, entretanto, pode ser uma das maneiras de tratar aqueles que contraíram o vírus.
O Hospital do Rim possui acreditação ONA 3 (acreditação com excelência), além de ser cadastrado como hospital de ensino pelo Ministério da Educação. Possui diversas atuações na área de ensino e pesquisa, englobando graduandos, residentes e alunos de pós-graduação da Escola Paulista de Medicina e de outras instituições. Participa de protocolos de pesquisas e ensaios clínicos relacionados à nefrologia e ao transplante, buscando o aperfeiçoamento e desenvolvimento da área.  